# Пирс (округ, Джорджия)
Пирс (англ. Pierce County) — округ штата Джорджия, США. Население округа на 2000 год составляло 15 636 человек. Административный центр округа — город Блэкшир.

## История
Округ Пирс назван в честь Франклина Пирса, четырнадцатого президента Соединенных Штатов. Он был создан 18 декабря 1857 года из графств Аплинг и Уэр.

## География
По данным Бюро переписи населения США, общая площадь округа составляет 343 квадратных мили (890 км²), из которых 316 квадратных миль (820 км²) занимает суша и 27 квадратных миль (70 км²) (7,8%) - вода.
Северо-восточная треть округа Пирс, ограниченная линией, проходящей к западу от Мершона к югу от Бристоля, затем к югу к северу от Блэкшира, а затем направляющейся строго на восток, расположена в суббассейне реки Литтл-Сатилла бассейна реки Сент-Мэрис-Сатилла. Две трети южной части округа расположены в суббассейне реки Сатилла бассейна реки Сент-Мэри-Сатилла.

## Демография
Согласно Бюро переписи населения США, в округе Пирс в 2000 году проживало 15 636 человек. Плотность населения составляла 17.6 человек на квадратный километр.